# عثمان أحمد (فنان)
الدكتور عثمان أحمد (مواليد 1962) هو فنان كردي-بريطاني من العراق عُرضت أعماله في معارض فنية عبر أوروبا والشرق الأوسط، بما في ذلك متحف تيت ومتحف الحرب الإمبراطوري. وصفته ذي إيكونوميست بأنه "أحد أشهر فناني كردستان".

## حياته
وُلد أحمد عام 1962 ونشأ في حي چوارباخ في السليمانية، كردستان العراق. مثل العديد من الأكراد، رفض المشاركة في الحرب العراقية الإيرانية وفر إلى الجبال للانضمام إلى البيشمركة. انضم أحمد إلى الاتحاد الوطني الكردستاني لكنه أخبر القادة العسكريين أنه لا يستطيع قتل أي شخص ولم يمسك ببندقية قط. قال أحمد لمجلة ميديا: "لم يكن الأمر سهلاً في البداية، حيث لم يتمكن بعض البيشمركة الآخرين من فهم سبب عدم رغبتي في حمل السلاح، لكن العديد من المسؤولين قدروا واحترموا الفن الذي صنعته سابقًا، ومنحوني الكثير من الحرية للتعبير عن نفسي من خلال الفن أثناء وجودي في الجبال."
عبر أحمد مع البيشمركة إلى إيران، حيث شاهد لأول مرة الفن الغربي معروضًا في قصر الشاه القديم ومتحف طهران للفن المعاصر. ثم تم اعتقاله وأمر برسم فن الدعاية للنظام الإيراني، لكنه تظاهر بالجنون لتغطية رفضه. ثم تمكن من العبور من إيران إلى تركيا بجواز سفر مزور، لكنه اعتقل مرة أخرى وقضى وقتًا في معسكرين سجنين أتراك. عاد إلى كردستان العراق وشهد بداية حملة الأنفال، حيث أصيب بعمى مؤقت بعد تعرضه لغاز الأعصاب الذي أسقط من طائرة هليكوبتر. مرة أخرى في إيران، أتيحت له الفرصة لتنظيم معرض فني عن حملة صدام حسين ضد الأكراد، مما سمح له في النهاية بالسفر خارج إيران بمساعدة زعيم الاتحاد الوطني الكردستاني جلال طالباني. ذهب أحمد للدراسة أولاً في روسيا ثم في لندن، حيث عمل أيضًا كسائق حافلة ونادل وبائع في السوق.
قال أحمد للآراب ويكلي: "معظم رسوماتي تأتي من الذاكرة وتجربتي كشاهد على سنوات القمع السياسي والثقافي، والتي بلغت ذروتها في الحدث المروع عام 1988 (الأنفال) الذي ترك تأثيرًا عميقًا على حياتي".

## المعارض
في عام 2008، عُرضت أعمال أحمد كجزء من معرض "النازحون" في متحف الحرب الإمبراطوري في لندن. في عام 2014، ظهر أحمد في معرض لزيادة الوعي وجمع التبرعات لأكراد سوريا الذين كانوا يقاتلون ضد داعش.
في عام 2017، تم تركيب إحدى أعمال أحمد على جدار في تلة ريايا، السليمانية، كردستان العراق. في عام 2017، حصل أحمد أيضًا على جائزة IAGS للفنون من الرابطة الدولية لعلماء الإبادة الجماعية، جامعة كوينزلاند، بريسبان، أستراليا.
عُرضت أعمال أحمد كجزء من معرض "الطريق عبر كردستان" الذي نظمته مؤسسة غولان الخيرية للفنون الكردية في معرض P21 في يوستون بلندن في أكتوبر 2019.
أحمد باحث في مركز الكردولوجيا للدراسات الكردية، جامعة السليمانية. وهو خريج معهد الفنون في السليمانية-العراق (1985)، وحصل على درجة الماجستير في الرسم من كلية كامبرويل للفنون، لندن (2007). كما وثق إبادة الأنفال الجماعية التي قام بها صدام حسين ضد المدنيين الأكراد برسومات خطية كجزء من درجة الدكتوراه التي قام بها في لندن عام 2013.